# No Mercy (1999)
 (août 2016).
Pour les articles homonymes, voir No Mercy.
No Mercy 1999 (UK) était un pay-per-view de la World Wrestling Federation réservé au Royaume-Uni. Il s'est déroulé le 16 mai 1999 au Manchester Evening News Arena de Manchester, Angleterre.
| Matchs                                                                                    | Stipulation                                           | Durée |                                                                                                 |
| ----------------------------------------------------------------------------------------- | ----------------------------------------------------- | ----- | ----------------------------------------------------------------------------------------------- |
| Tiger Ali Singh def. Gillberg                                                             | Match simple                                          | 1:05  | - Singh a effectué le tombé sur Gillberg.                                                       |
| The Acolytes (Faarooq et Bradshaw) et Viscera def. The Brood (Gangrel, Edge et Christian) | Tag Team match                                        | 13:49 | - Bradshaw a effectué le tombé sur Gangrel.                                                     |
| Steve Blackman def. Droz                                                                  | Match simple                                          | 7:43  | - Blackman a fait abandonner Droz.                                                              |
| Kane def. Mideon par disqualification                                                     | Match simple                                          | 4:34  | - Mideon était disqualifié.                                                                     |
| Nicole Bass def. Tori                                                                     | Match simple                                          | 0:27  | - Bass a réalisé le compte de trois sur Tori après un Chokeslam.                                |
| Shane McMahon def. X-Pac                                                                  | Match pour le WWF European Championship               | 8:26  | - McMahon a effectué le tombé sur X-Pac. - McMahon conserve le WWF European Championship.       |
| Billy Gunn def. Mankind                                                                   | Match simple                                          | 12:17 | - Gunn a réalisé le compte de trois sur Mankind.                                                |
| Steve Austin def. Triple H (w/Chyna) et The Undertaker                                    | Anything Goes Triangle match pour le WWF Championship | 18:27 | - Austin a effectué le tombé sur Triple H après un Stunner. - Austin conserve WWF Championship. |

## No Mercy (1999)
No Mercy 1999 s'est déroulé le 17 octobre 1999 au Gund Arena de Cleveland, Ohio.
| Matchs                                                                                             | Stipulation                                                       | Durée | |
| -------------------------------------------------------------------------------------------------- | ----------------------------------------------------------------- | ----- | --- |
| The Godfather def. Mideon                                                                          | Match simple                                                      | 7:30  | - Godfather a effectué le tombé sur Mideon après un Ho Train. |
| The Fabulous Moolah def. Ivory                                                                     | Match pour le WWF Women's Championship                            | 2:50  | - Moolah a réalisé le compte de trois sur Ivory avec un roll-up. - Moolah remporte le WWF Women's Championship.                                                                                        |
| Hardcore Holly et Crash Holly def. The New Age Outlaws (Mr. Ass et Road Dogg) par disqualification | Tag Team match                                                    | 10:32 | - Mr. Ass était disqualifié après avoir infligé à Crash un Fameasser sur une chaise. |
| Chyna def. Jeff Jarrett                                                                            | Good Housekeeping Match pour le WWF Intercontinental Championship | 8:25  | - Chyna a effectué le tombé sur Jarrett après l'avoir frappé avec sa propre guitare. - Chyna remporte le WWF Intercontinental Championship                                                             |
| The Rock def. The British Bulldog                                                                  | Match simple                                                      | 7:21  | - Rock a effectué le tombé sur British Bulldog après un People's Elbow. |
| The Hardy Boyz (Matt Hardy et Jeff Hardy) def. Edge et Christian                                   | Ladder match                                                      | 16:40 | - Jeff Hardy a décroché le sac rempli d'argent pour remporter le match. |
| Val Venis def. Mankind                                                                             | Match simple                                                      | 9:18  | - Venis a réalisé le compte de trois sur Mankind après un Testicular Claw. |
| X-Pac def. Bradshaw, Kane et Faarooq                                                               | Four Corners Elimination match                                    | 10:15 | - Kane a éliminé Bradshaw avec un Chokeslam (8:25) - X-Pac a éliminé Kane après un spinning heel-kick du haut de la troisième corde. - X-Pac a effectué le tombé sur Faarooq après un X-Factor (10:08) |
| Triple H def. Steve Austin                                                                         | Anything Goes match pour le WWF Championship                      | 21:55 | - Triple H a effectué le tombé sur Austin après que The Rock a sans faire exprès frappé Austin avec un sledgehammer. - Triple H conserve le WWF Championship.                                          |